# Huvudtåg
Huvudtåg (Juncus capitatus) är en tågväxtart som beskrevs av Christian Ehrenfried Weigel. Enligt Catalogue of Life ingår Huvudtåg i släktet tåg och familjen tågväxter, men enligt Dyntaxa är tillhörigheten istället släktet tåg och familjen tågväxter. Enligt den svenska rödlistan är arten starkt hotad i Sverige. Arten förekommer i Götaland, Gotland och Öland samt tillfälligtvis även i Nedre Norrland. Artens livsmiljö är jordbrukslandskap, våtmarker, stadsmiljö. Inga underarter finns listade i Catalogue of Life.

## Bildgalleri

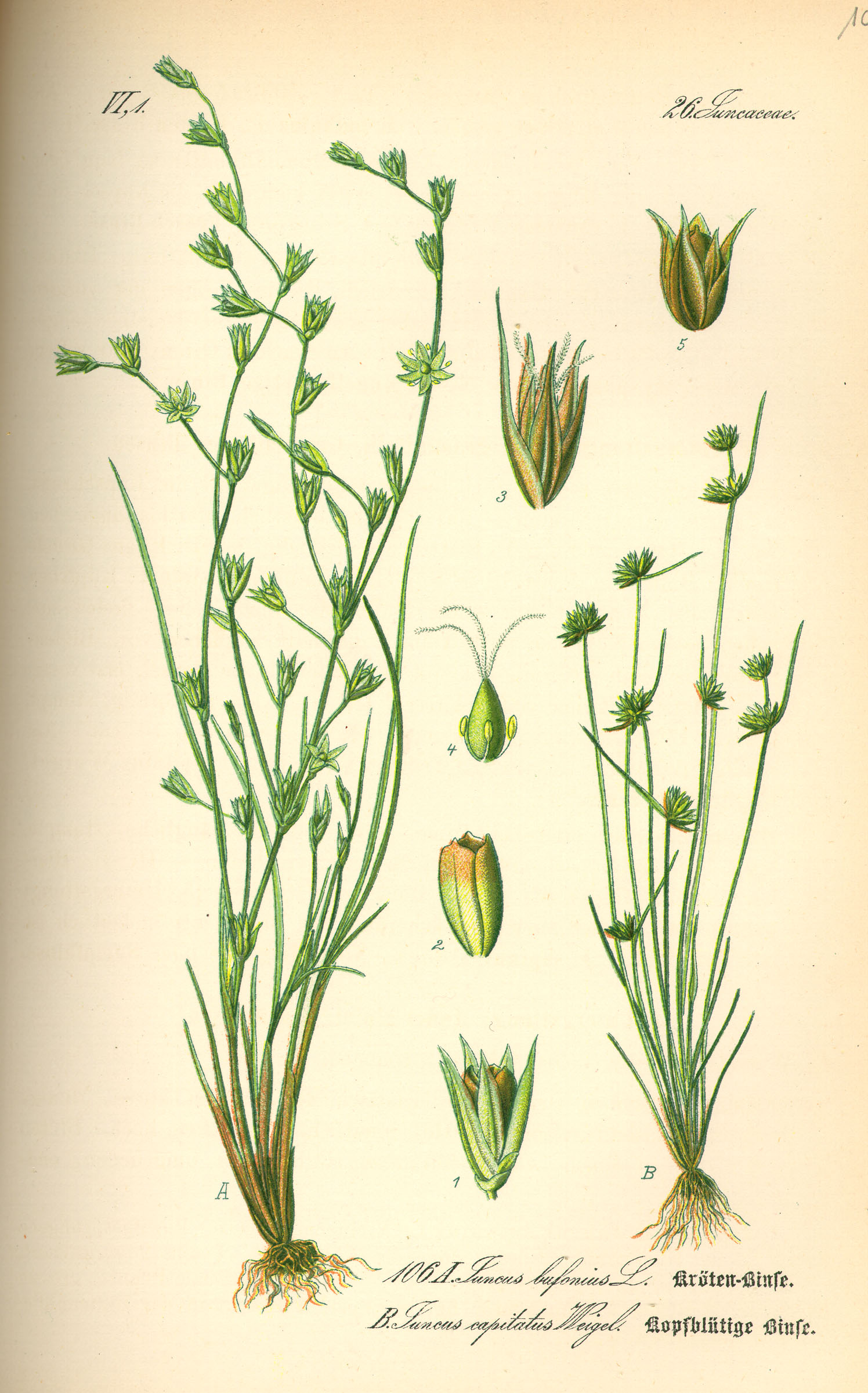
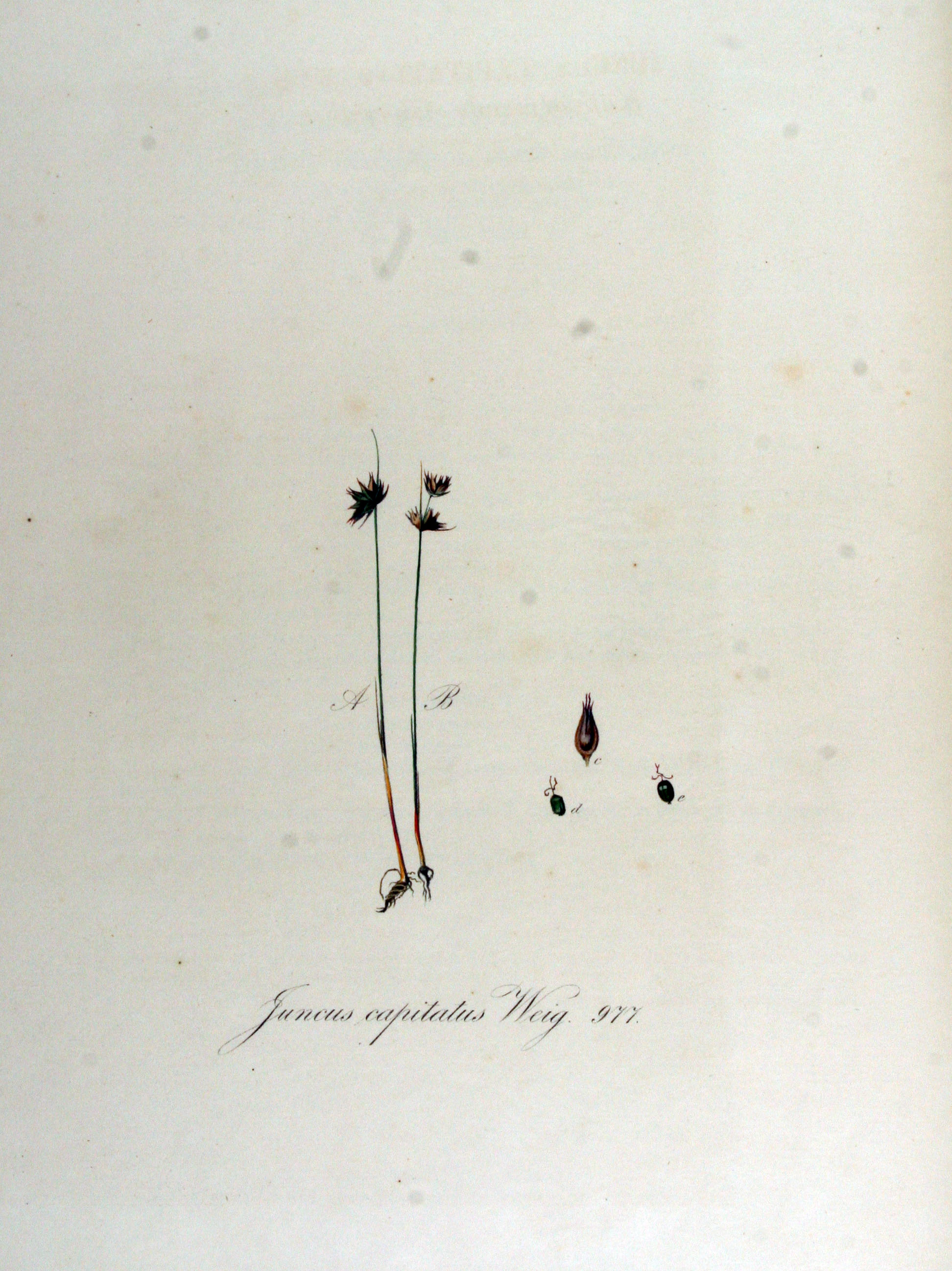